# Home Nations Championship 1937
L'Home Nations Championship 1937 (in gallese Pencampwriaeth Rygbi'r Pedair Gwlad 1937) fu la 33ª edizione del torneo annuale di rugby a 15 tra le squadre nazionali di Galles, Inghilterra, Irlanda e Scozia, nonché la 50ª in assoluto considerando anche le edizioni del Cinque Nazioni.
L'Inghilterra incamerò il suo diciottesimo titolo, a distanza di tre anni dal precedente, conquistando nella sua ultima partita, vinta a Edimburgo contro la Scozia, lo Slam, la Triple Crown e la Calcutta Cup.
Con la sconfitta di Belfast all'ultima giornata contro l'Irlanda, altresì, il Galles incappò nel suo primo whitewash dal 1892, e solo terzo assoluto fino ad allora.
Il valore delle marcature, come stabilito dall’IRFB nel 1905, era: 3 punti per ciascuna meta (5 se trasformata), 3 punti per la realizzazione di ciascun calcio piazzato o mark, 4 punti per la realizzazione di ciascun drop.

## Nazionali partecipanti e sedi
| Squadra     | Città           | Impianto interno         |
| ----------- | --------------- | ------------------------ |
| Galles      | Swansea         | St. Helen's              |
| Inghilterra | Londra          | Twickenham               |
| Irlanda     | Belfast Dublino | Ravenhill Lansdowne Road |
| Scozia      | Edimburgo       | Murrayfield              |

## Risultati
| Arbitro: | R.A. Beattie |

|       |      |         |
|       | mt   | Wooller |
| Sever | drop |         |

| Arbitro: | Cyril Gadney |

|             |    |                  |
| Wooller (2) | mt | Dick (2) W. Shaw |
|             | tr | D. Shaw (2)      |

| Arbitro: | Wilf Faull |

|              |      |           |
| Butler Sever | mt   | Moran (2) |
|              | tr   | Bailey    |
| Cranmer      | c.p. |           |

| Arbitro: | Cyril H. Gadney |

|                         |      |         |
| Alexander McMahon Moran | mt   |         |
| Bailey                  | tr   |         |
|                         | drop | I. Shaw |

| Arbitro: | S. Donaldson |

|         |      |             |
|         | mt   | Sever Unwin |
| D. Shaw | c.p. |             |

| Arbitro: | Malcolm Allan |

|        |      |       |
| Bailey | mt   |       |
| Walker | tr   |       |
|        | c.p. | Legge |

## Classifica
| Pos | Squadra     | G | V | N | P | PF | PS | DP  | Pt |
| --- | ----------- | - | - | - | - | -- | -- | --- | -- |
| 1   | Inghilterra | 3 | 3 | 0 | 0 | 19 | 14 | +5  | 6  |
| 2   | Irlanda     | 3 | 2 | 0 | 1 | 24 | 16 | +8  | 4  |
| 3   | Scozia      | 3 | 1 | 0 | 2 | 20 | 23 | −3  | 2  |
| 4   | Galles      | 3 | 0 | 0 | 3 | 12 | 22 | −10 | 0  |